# A Husband's Trick
A Husband's Trick è un cortometraggio muto del 1913 diretto e interpretato da William Humphrey.

## Trama
Zia Lucrezia converte alla causa delle suffragette la nipote Edna che, tutta dedita alla causa, ora trascura i suoi doveri familiari e domestici. Alle rimostranze del marito, Edna gli annuncia che andrà da quel momento in poi a vivere con la zia, dove potrà avere la sua libertà.
Inaspettata, giunge a casa Penfield la sorella del padrone di casa, che né Lucrezia né Edna hanno mai conosciuto. La zia sorprende così il nipote tra le braccia di una bella sconosciuta: scandalizzata, corre subito a raccontare il fattaccio a Edna. Il marito, dal canto suo, afferra subito l'occasione per punire la moglie e chiede alla sorella di fingersi una sua amante. Quando Edna torna a casa per controllare il racconto della zia, vede Penfield e la sconosciuta abbracciati. La sera, durante una manifestazione in teatro, Edna tiene un discorso accalorato che suscita vasti consensi nella platea, ma la sua testa è ormai tutta rivolta al suo matrimonio che sta fallendo. Al ristorante dove le suffragette si ritrovano, la donna annuncia pubblicamente di voler lasciare il movimento, precipitandosi poi a casa. Qui, le viene finalmente rivelato il mistero di quella donna spuntata dal nulla. Quando zia Lucrezia viene per riprendersi la nipote, la trova in braccio al marito insieme alla sconosciuta: la sua sorpresa è ancora maggiore quando Edna la manda via, accusandola di essere lei la colpevole di tutti i suoi guai.

## Produzione
Il film fu prodotto dalla Vitagraph Company of America.

## Distribuzione
Distribuito dalla General Film Company, il film - un cortometraggio in una bobina - uscì nelle sale cinematografiche statunitensi il 30 maggio 1913.